# 2024年巴西南里奥格兰德州洪灾
2024年巴西南里奥格兰德州洪灾是指自2024年4月29日起，巴西南里奥格兰德州境内出现的因暴风雨引发的洪災。此次洪災造成至少149人死亡，並且當地出現大面積的山体滑坡，一座水坝還因洪災而倒塌。 此次洪災是巴西80多年来最严重的一次洪灾。
繼2023年7月、9月、和11月發生75人死亡的類似災難之後，這次洪水是巴西同一個太陽年發生的第四次此類環境災難。

## 影響
截至2024年5月14日，南里奥格兰德州境內至少有149人死亡，806人受伤，108人失踪。至少有76萬人流离失所。南里奥格兰德州境內有超过44万人断电及64萬人断水 该州有 447个市鎮遭到洪水侵袭， 许多道路和桥梁被毁。 拉热阿杜、埃斯特雷拉、穆孙、南克魯賽羅和阿罗约多梅约 等地因受洪水影响而交通中斷。南里奥格兰德州首府阿雷格里港大部分地区被洪水淹没，城市境內的60多条街道已完全无法通行。  几乎所有受灾城市都停课，386所学校受损，52所学校被改建为避难所。該州至少有85个城市的互联网和电话服务中断，當地三大电信运营商的服务均受到影响。150万公顷農作物损失。

## 反應和人道主義努力

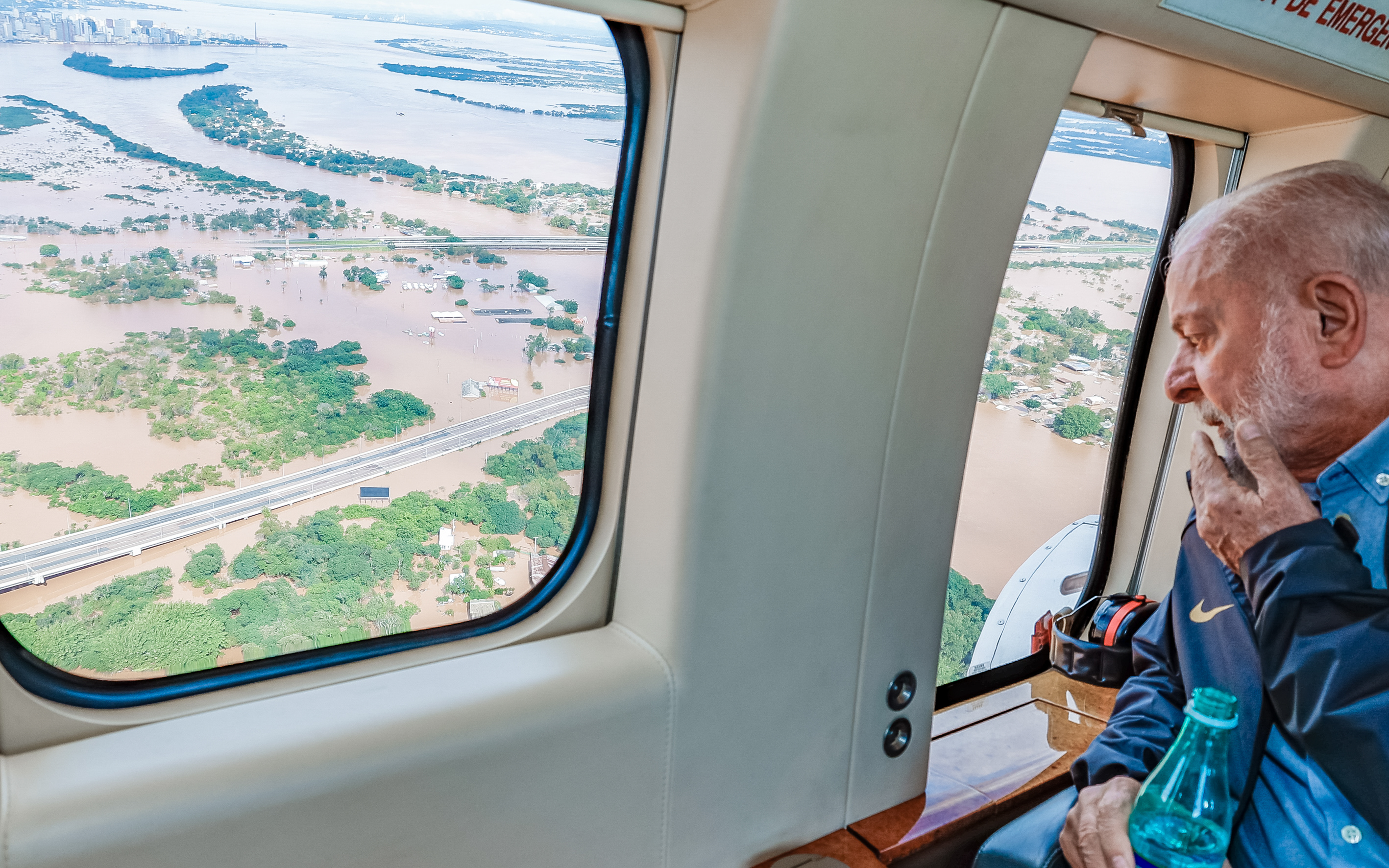
2024 年 5 月 5 日，路易斯·伊納西奧·盧拉·達席爾瓦總統飛越卡諾阿斯洪水地區

洪水發生後，南里奥格兰德州州長愛德華多·萊特（Eduardo Leite）表示，洪水是“絕對前所未有的緊急情況”， 也是該州有史以來經歷過的“最嚴重的氣候災難”，甚至比去年的洪水還要嚴重 。 5月1日，地方政府正式宣布進入為期180天的緊急狀態。 5 月 5 日，政府宣布批准一項價值R$ 1.177 億雷亞爾（2,180 萬美元）的一攬子計劃，旨在恢復該州因洪水受損的基礎設施。
總統路易斯·伊纳西奥·卢拉·达席尔瓦於5月2日訪問南里奥格兰德州，在聖瑪麗亞舉行公開演講。 聯邦政府派出飛機、船隻和 600 多名士兵協助清理道路、分發食物、水和床墊以及建立避難所，而當地志工也協助進行搜索工作。 據報道，來自陸軍、海軍和空軍的 1,100 多名士兵以及 BMRS 軍官和消防員中的 2,000 多名士兵參與了全州的救援行動。 巴伊亞州、聖埃斯皮里圖州、戈亞斯州、馬托格羅索州、米納斯吉拉斯州、巴拉那州、里約熱內盧州、聖卡塔琳娜州和聖保羅州政府也派出了國家部隊和民防成員。 國民軍也在拉熱阿多市建立了一座擁有 40 個床位的野戰醫院。
阿根廷、委內瑞拉和乌拉圭均向巴西当局提供了人道主义援助。